# Cristian Gamboa
Christian Esteban Gamboa Luna (Liberia, Guanacaste, 24 de octubre de 1989) es un exfutbolista costarricense que jugó como lateral derecho. Actualmente es scout del V. f. L. Bochum.

## Trayectoria

### Inicios
Cristian Gamboa nació el 24 de octubre de 1989 en Liberia, Guanacaste. Al principio quería practicar baloncesto, pero su equipo de la escuela no tenía suficientes recursos para desarrollarlo, por lo tanto, Gamboa decidió el fútbol. A los 15 años de edad, realizó varias pruebas con Saprissa y Alajuelense, pero los visores de los clubes no estuvieron interesados en su capacidades. Cristian, en ese entonces, se caracterizó como una persona tímida que nunca había salido de su ciudad. Su mayor ilusión tras convertirse en futbolista era participar en un equipo grande y reconocido del país, pero al vivir en la provincia guanacasteca le hizo optar por jugar en Liberia.

### Municipal Liberia
Su debut en la Primera División se produjo el 4 de noviembre de 2006, por la decimocuarta jornada del Torneo de Apertura contra San Carlos en el Estadio Carlos Ugalde. Gamboa de diecisiete años ingresó de cambio al minuto 66' por Roberto Porras y su conjunto triunfó con marcador ajustado de 0-1.
El 26 de mayo de 2009, Cristian conquistó el Campeonato de Verano después de que su equipo venciera al Herediano en la final de vuelta con marcador de 0-3. El defensa tuvo participación en el duelo de ida.
Alcanzó setenta partidos disputados en cuatro temporadas con los liberianos.

### C. S. Herediano
El 26 de junio de 2010, el jugador se convirtió en nuevo refuerzo del Herediano por una temporada a préstamo.

### Fredrikstad F. K.
Sin aún comenzar la temporada, el 8 de julio de 2010, el equipo guanacasteco decidió revertir el préstamo que tenía con Herediano y envió al defensa al Fredrikstad de Noruega, hasta octubre de ese año. Se estrenó en la segunda categoría de ese país el 8 de agosto contra el Strømmen, donde anotó un gol y puso una asistencia al también costarricense Celso Borges en la derrota por 3-2. El 25 de noviembre su equipo ganó la promoción y ascendió a la Tippeligaen. Gamboa posteriormente fue comprado por el club y disputó una temporada más.

### F. C. Copenhague
El 2 de agosto de 2011, Gamboa fue traspasado al Copenhague de Dinamarca firmando un contrato por cuatro años. El 15 de diciembre hizo su debut por competencia oficial frente al Standard Lieja de Bélgica por la última fecha del grupo de la Liga Europa de la UEFA. Conquistó su primer título el 17 de mayo de 2012, al ganar la final de la Copa de Dinamarca por 0-1 sobre el Horsens.

### Rosenborg Ballklub
El 23 de agosto de 2012, el Rosenborg de Noruega alcanzó un acuerdo con el Copenhague para hacerse con los servicios del jugador a préstamo por el resto de la temporada. Debutó en la Tippeligaen el 3 de septiembre y fue titular los 90 minutos de la victoria 0-2 ante el Stabæk. Completó diez participaciones en la campaña. El 3 de noviembre firmó su renovación ya como ficha del club, quedando vinculado por cinco temporadas.

### West Bromwich Albion F. C.

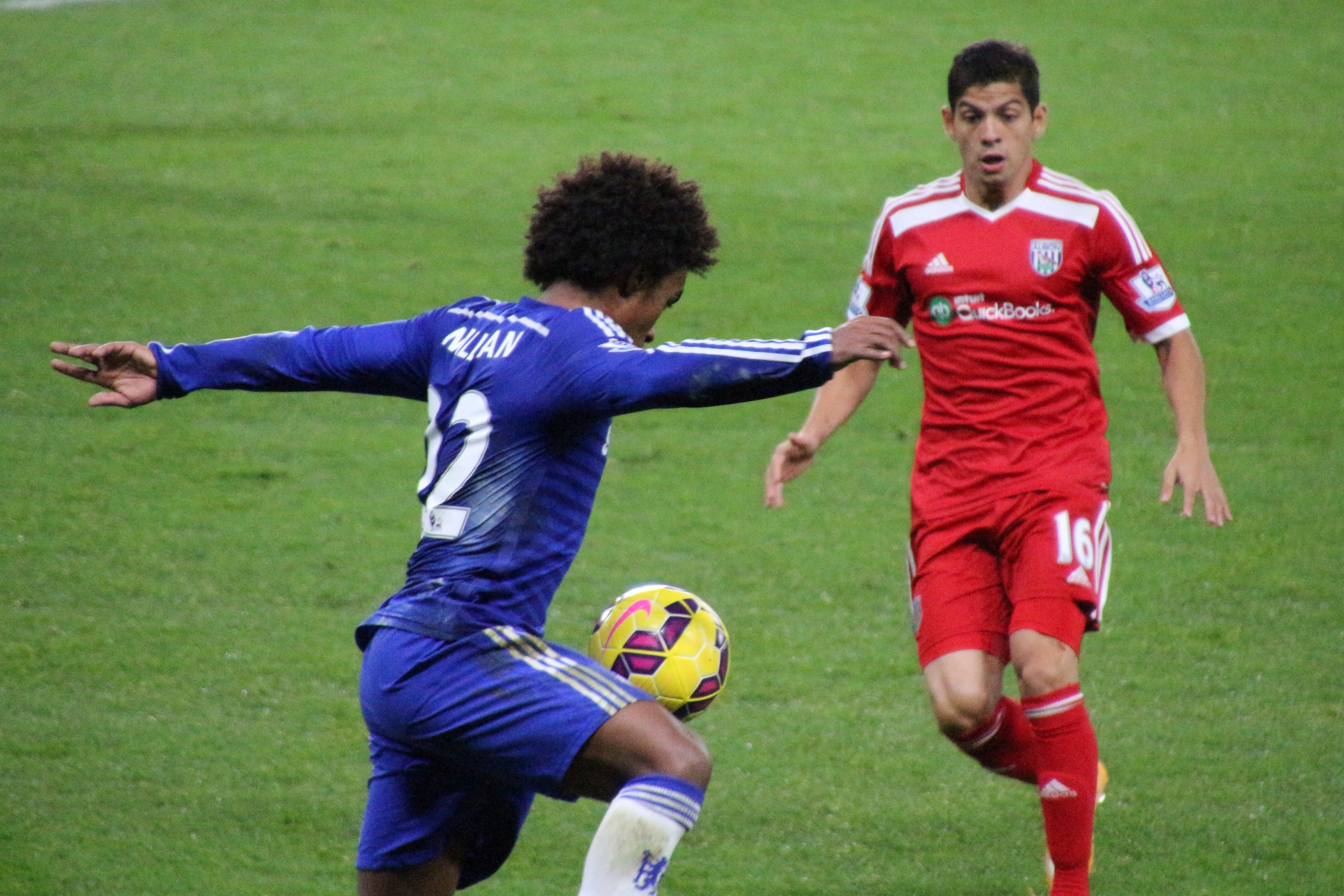
Gamboa jugando para el West Bromwich Albion en 2014.

El 29 de julio de 2014, se oficializa el fichaje de Gamboa en el West Bromwich Albion de Inglaterra. El monto de la transferencia fue de 2.3 millones de euros mientras que el futbolista quedó ligado por tres temporadas. Cristian se perdió el inicio de la Premier League debido a que aún no contaba con el permiso de trabajo, el cual logró obtener hasta el 5 de agosto. Jugó su primer partido oficial el 26 de agosto por la segunda ronda de la Copa de la Liga, contra el Oxford United tras ingresar de cambio por Chris Baird al minuto 105'. La serie se llevó a los penales donde Gamboa colaboró con uno de los lanzamientos para ayudar a ganar al equipo. Su debut en liga se produjo el 30 de agosto jugando los últimos 18 minutos de la derrota 3-0 ante el Swansea City.

### Celtic F. C.
El 29 de agosto de 2016, el Celtic de Escocia pagó un millón y medio de euros para hacerse con Gamboa por tres años. Debutó el 13 de septiembre por el inicio de la fase de grupos de la Liga de Campeones de la UEFA, donde alcanzó la totalidad de los minutos en la derrota 7-0 contra el Barcelona de España.
Conquistó tres veces la Copa de la Liga, en tres ocasiones la Scottish Premiership y la misma cantidad la Copa de Escocia. El 23 de mayo de 2019 anunció que no seguiría en el equipo la siguiente temporada.

### V. f. L. Bochum
El 27 de agosto de 2019, estampó su firma en el Bochum de Alemania por un periodo de dos temporadas. Se estrenó en la segunda categoría de la Bundesliga el 2 de septiembre, en la derrota 2-1 contra el Stuttgart. Concretó su primer gol el 20 de octubre sobre el Karlsruher. Terminó la campaña con veintiséis apariciones.
El 23 de mayo de 2021, Gamboa se proclama campeón de la 2. Bundesliga y obtiene con su equipo el ascenso a la máxima categoría alemana.
Gamboa disputó 4 temporadas en la Bundesliga con 76 partidos disputados y 2 goles anotados, el 10 de mayo de 2025, disputó su último partido, siendo este encuentro homenajeado por el club como partido despedida, el encuentro fue contra el 1. F.S.V. Mainz 05, dándose su ingreso al minuto 72 (derrota 1-4), siendo también la temporada 2024-25 que desciende el club alemán a segunda división.

## Selección nacional

### Categorías inferiores
El 13 de septiembre de 2008, Cristian Gamboa fue incluido en la lista del entrenador Ronald González de la Selección Sub-20 de Costa Rica, para la disputa de la eliminatoria centroamericana con miras al Campeonato de la Concacaf que tomaría lugar al año siguiente. Fue partícipe de las dos victorias de su país en el Estadio Tiburcio Carías de Tegucigalpa frente a Nicaragua (4-0) —donde perdió el conocimiento tras una fuerte caída en el primer tiempo— y el anfitrión Honduras (1-2) —encuentro en el que salió expulsado—. Estos resultados le permitieron a su selección clasificarse de manera directa al certamen de la confederación.
El 3 de marzo de 2009, logró quedarse con un lugar en la convocatoria de González del grupo que enfrentó el Campeonato Sub-20 de la Concacaf celebrado en Trinidad y Tobago. El 7 de marzo permaneció como suplente en el Marvin Lee Stadium contra el combinado de México, en la victoria ajustada por 0-1. Gamboa hizo su debut al entrar de cambio por Allen Guevara en los dos partidos siguientes de la fase de grupos frente a los trinitarios (empate 0-0) y Canadá (triunfo 2-1). El 13 de marzo apareció como titular en el duelo semifinal ante Honduras, serie que se definió en penales para su selección y que Cristian marcó uno de los tiros. Dos días después, retornó al banquillo en la victoria cómoda por 3-0 contra Estados Unidos por la final, proclamándose campeón de la categoría.
El 9 de septiembre de 2009, Gamboa fue seleccionado en la nómina definitiva de veintiún futbolistas para la realización del Mundial Sub-20 llevado a cabo en territorio egipcio. Apareció como titular en los tres partidos del grupo E frente a Brasil (derrota 5-0), Australia (triunfo 0-3) y República Checa (revés 2-3). Los costarricenses se clasificaron dentro de los mejores terceros. El 6 de octubre, en el Estadio Internacional de El Cairo donde se dio el duelo contra el anfitrión Egipto por los octavos de final, su conjunto triunfó con resultado de 0-2. Luego se presentó la victoria por 1-2 en tiempo suplementario ante Emiratos Árabes Unidos y no pudo ver acción frente a los brasileños por las semifinales debido a la acumulación de tarjetas amarillas, juego que culminó en pérdida por 1-0. El 16 de octubre su nación selló el cuarto lugar del torneo tras la derrota en penales contra Hungría, encuentro en el que Gamboa erró su lanzamiento.
El 11 de abril de 2010, Cristian fue parte de la selección sub-21 en la ronda preliminar hacia los Juegos Centroamericanos y del Caribe, fecha en la que se enfrentó a Nicaragua en el Estadio "Fello" Meza. Completó la totalidad de los minutos en la victoria de goleada por 6-1. El 18 de abril se ratificó la clasificación de su país al certamen continental luego de la nueva victoria por 0-6 sobre los nicaragüenses en condición de visita, partido donde Gamboa convirtió un gol al minuto 18'.

#### Participaciones en inferiores
| Evento                             | Sede              | Resultado    | Posición | Partidos | Goles |
| ---------------------------------- | ----------------- | ------------ | -------- | -------- | ----- |
| Campeonato Sub-20 de Concacaf 2009 | Trinidad y Tobago | Campeón      | 1/8      | 3        | 0     |
| Copa Mundial Sub-20 de 2009        | Egipto            | Cuarto lugar | 4/24     | 6        | 0     |

### Selección absoluta
Su debut con la Selección de Costa Rica se produjo el 26 de enero de 2010 contra el combinado de Argentina, amistoso celebrado en el Estadio Ingeniero Hilario Sánchez. Gamboa alineó como titular del entrenador interino Ronald González y el resultado se consumió en derrota 3-2.
El 7 de enero de 2011, con Ricardo La Volpe en el puesto de estratega, Cristian fue incluido en la nómina que afrontó la Copa Centroamericana. Debutó el 14 de enero jugando la totalidad de los minutos del empate 1-1 ante Honduras en el Estadio Rommel Fernández. Dos días después salió de cambio en el entretiempo por Heiner Mora para la victoria 0-2 sobre Guatemala. El 21 de enero su selección superó a Panamá en penales por las semifinales y el 23 de enero se conformó con el subcampeonato tras caer en la final contra Honduras.

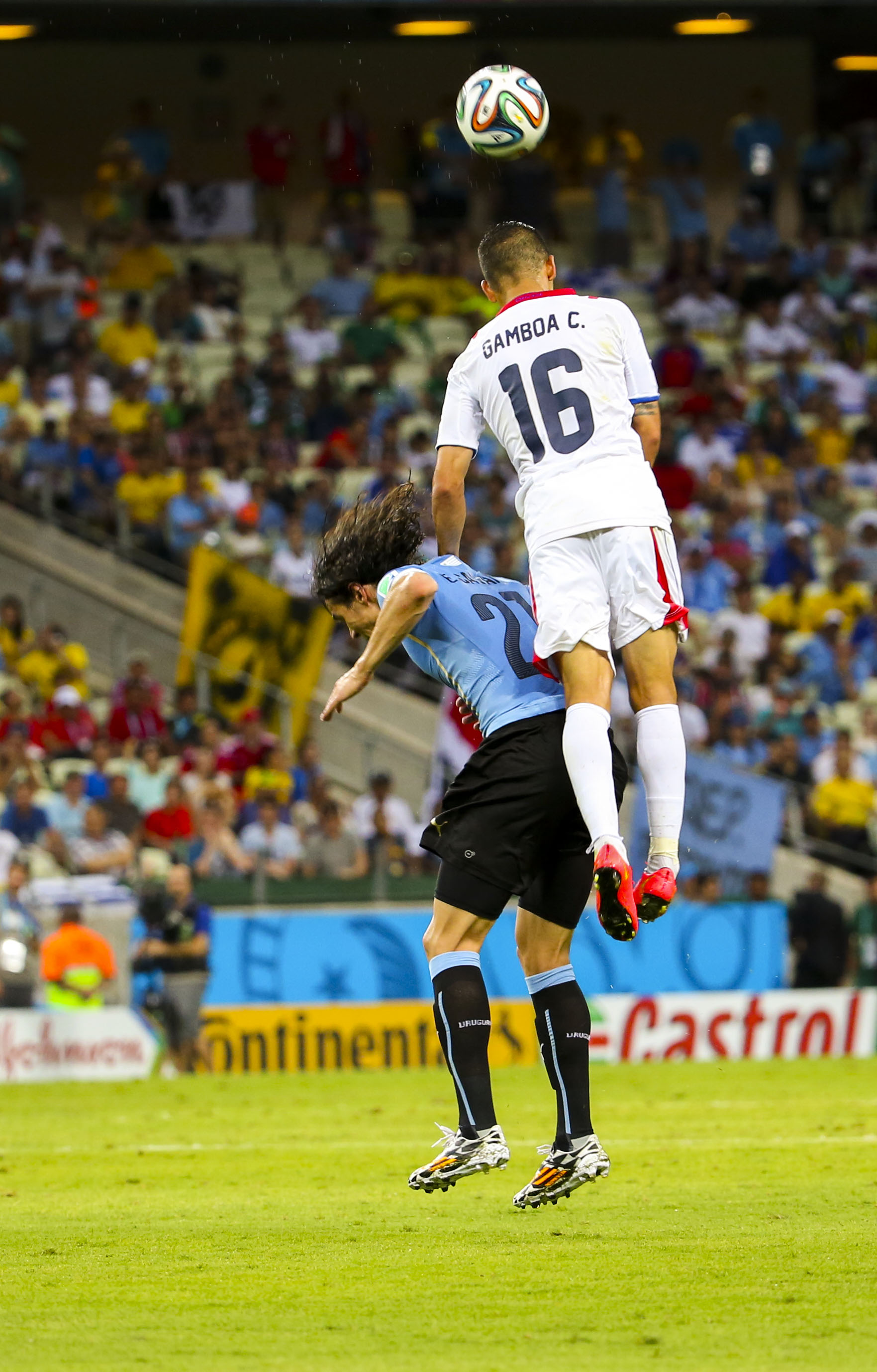
Gamboa disputando un balón con Edinson Cavani en el Mundial 2014.

El 12 de octubre de 2012, el jugador tuvo su debut en la eliminatoria mundialista de Concacaf frente a El Salvador, actuando los 90 minutos del triunfo de visita por 0-1. Marcó su primer tanto internacional el 16 de octubre, en la última fecha de la cuadrangular que terminó en goleada 7-0 sobre Guyana. Jugó en todos los compromisos de la hexagonal en su mayoría como titular indiscutible. El 10 de septiembre de 2013 consiguió la clasificación al Mundial de Brasil a falta de dos fechas para la conclusión de la eliminatoria.
El 12 de mayo de 2014, el entrenador de la selección costarricense, Jorge Luis Pinto, incluyó a Gamboa en la convocatoria preliminar con miras a la Copa Mundial de Brasil. Finalmente, fue confirmado en la nómina definitiva de veintitrés jugadores el 30 de mayo. El 14 de junio fue la primera fecha del certamen máximo, en la que su grupo enfrentó a Uruguay en el Estadio Castelão de Fortaleza. Cristian participó en la totalidad de los minutos y pese a tener el marcador en contra, su nación logró revertir la situación y ganó con cifras de 1-3. El lateral aportó una asistencia en el gol de Joel Campbell. El 20 de junio, en la Arena Pernambuco contra Italia, el defensa repetiría su posición como titular en la victoria ajustada 0-1. Para el compromiso de cuatro días después ante Inglaterra en el Estadio Mineirão, el resultado se consumió empatado sin goles. El 29 de junio, por los octavos de final contra Grecia, la serie se llevó a los penales para decidir al clasificado y su conjunto triunfó mediante las cifras de 5-3. Su participación concluyó el 5 de julio, como titular por 79 minutos en la pérdida en penales contra Países Bajos, después de haber igualado 0-0 en el tiempo regular.
El 23 de junio de 2015, el estratega Paulo Wanchope entregó la lista de convocados para enfrentar la Copa de Oro de la Concacaf, de la cual Cristian fue incluido. Participó en dos de los tres juegos de la fase de grupos que concluyeron en empates contra Jamaica (2-2), El Salvador (1-1) y Canadá (0-0). El 19 de julio, alcanzó 97 minutos de acción en la pérdida 1-0 en tiempo suplementario ante México, por la serie de cuartos de final.
El 5 de noviembre de 2015, Gamboa fue seleccionado por Óscar Ramírez para iniciar la eliminatoria de Concacaf hacia la Copa del Mundo. El 13 de noviembre se dio el primer partido de la cuadrangular frente a Haití, en el Estadio Nacional. Cristian se hizo con un puesto en la titular y anotó el gol para el triunfo por 1-0.
El 2 de mayo de 2016, el director técnico Ramírez anunció la lista preliminar de 40 jugadores que podrían ser considerados para jugar la Copa América Centenario donde se incluyó a Cristian. El 16 de mayo terminó siendo ratificado en la nómina que viajó a Estados Unidos, país organizador del evento. El 4 de junio se llevó a cabo el primer juego del torneo contra Paraguay en el Estadio Citrus Bowl de Orlando. Gamboa completó la totalidad de los minutos en el empate sin goles. Tres días después, fue nuevamente titular en la derrota por 4-0 ante Estados Unidos, pero salió de cambio en el entretiempo debido a una lesión que posteriormente le impidió continuar en la competición.

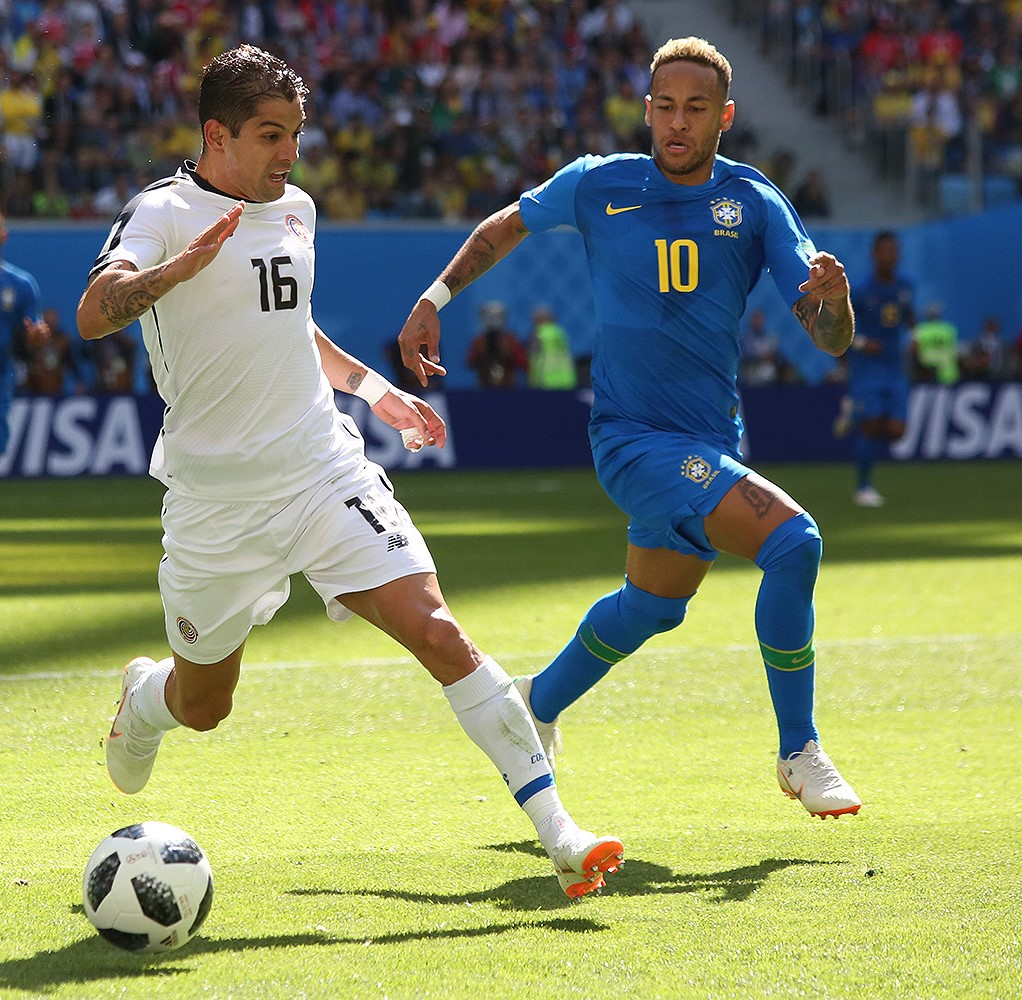
Cristian conduciendo el balón ante la marca de Neymar en el Mundial 2018.

El jugador fue incluido, el 16 de junio de 2017, en la nómina para la realización de la Copa de Oro de la Concacaf que tuvo lugar en Estados Unidos. El 7 de julio se disputó el primer encuentro del certamen en el Red Bull Arena de Nueva Jersey, lugar donde se efectuó el clásico centroamericano contra Honduras. Cristian Gamboa completó la totalidad de los minutos y, por otra parte, su compañero Rodney Wallace brindó una asistencia a Marco Ureña al minuto 38' para que concretara el único gol de su nación para la victoria ajustada de 0-1. Cuatro días posteriores se dio el segundo cotejo ante Canadá en el BBVA Compass Stadium, escenario en el cual prevaleció la igualdad a un tanto. El 14 de julio se confirmó su baja tras sufrir una molestia muscular en su pierna derecha.
El 7 de octubre de 2017, participó en el compromiso donde su selección selló la clasificación al Mundial de Rusia tras el empate 1-1 contra Honduras en el último minuto.
El 14 de mayo de 2018, entró en la lista oficial de veintitrés futbolistas para disputar la Copa Mundial. El 17 de junio debuta en la competencia como titular en la totalidad de los minutos, en el juego inaugural contra Serbia en el Cosmos Arena de Samara (derrota 0-1). El 22 de junio repitió su rol de estelar en el duelo frente a Brasil, cotejo que finalizó con una nueva pérdida siendo con cifras de 2-0. Su país se quedaría sin posibilidades de avanzar a la siguiente ronda de manera prematura. El 27 de junio, ya en el partido de trámite enfrentando a Suiza en el Estadio de Nizhni Nóvgorod, el marcador reflejó la igualdad a dos anotaciones para despedirse del certamen.
El 5 de junio de 2019, se confirmó que Gamboa entró en la nómina oficial de Gustavo Matosas para disputar la Copa de Oro de la Concacaf. Apareció como titular en los dos primeros partidos de la fase de grupos contra Nicaragua (victoria 4-0) y Bermudas (triunfo 2-1), y fue suplente el 24 de junio frente a Haití (derrota 2-1). Su país se quedó en el camino al perder en penales por México en cuartos de final, serie en la que Cristian entró de cambio.
El 21 de agosto de 2023, Cristian Gamboa anunció en redes sociales su renuncia a la selección de Costa Rica, después de haber vestido la camiseta costarricense por 11 años, y haber disputado 80 partidos con tres anotaciones.

#### Participaciones internacionales
| Evento                          | Sede                                  | Resultado        | Posición | Partidos | Goles |
| ------------------------------- | ------------------------------------- | ---------------- | -------- | -------- | ----- |
| Copa Centroamericana 2011       | Panamá                                | Subcampeón       | 2/7      | 4        | 0     |
| Copa Mundial de 2014            | Brasil                                | Cuartos de final | 8/32     | 5        | 0     |
| Copa de Oro de la Concacaf 2015 | Estados Unidos · Canadá               | Cuartos de final | 7/12     | 3        | 0     |
| Copa América Centenario         | Estados Unidos                        | Fase de grupos   | 10/16    | 2        | 0     |
| Copa de Oro de la Concacaf 2017 | Estados Unidos                        | Semifinales      | 4/12     | 2        | 0     |
| Copa Mundial de 2018            | Rusia                                 | Fase de grupos   | 28/32    | 3        | 0     |
| Copa de Oro de la Concacaf 2019 | Estados Unidos · Costa Rica · Jamaica | Cuartos de final | 5/16     | 3        | 0     |

#### Participaciones en eliminatorias
| Eliminatoria               | Sede   | Resultado   | Posición | Partidos | Goles |
| -------------------------- | ------ | ----------- | -------- | -------- | ----- |
| Clasificación Mundial 2014 | Brasil | Clasificado | 2.ª      | 12       | 1     |
| Clasificación Mundial 2018 | Rusia  | Clasificado | 2.ª      | 13       | 1     |

## Estadísticas

### Clubes
- Actualizado a fin de su carrera deportiva

| Club                           | Div.          | Temporada     | Liga  | Liga  | Liga   | Copas nacionales | Copas nacionales | Copas nacionales | Copas internacionales | Copas internacionales | Copas internacionales | Total | Total | Total  |
| Club                           | Div.          | Temporada     | Part. | Goles | Asist. | Part.            | Goles            | Asist.           | Part.                 | Goles                 | Asist.                | Part. | Goles | Asist. |
| ------------------------------ | ------------- | ------------- | ----- | ----- | ------ | ---------------- | ---------------- | ---------------- | --------------------- | --------------------- | --------------------- | ----- | ----- | ------ |
| Municipal Liberia · Costa Rica |               |               |       |       |        |                  |                  |                  |                       |                       |                       |       |       |        |
| 1.ª                            | 2006-07       | 16            | 0     | 0     | —      | —                | —                | —                | —                     | —                     | 16                    | 0     | 0     |        |
| 1.ª                            | 2007-08       | 26            | 0     | 0     | —      | —                | —                | —                | —                     | —                     | 26                    | 0     | 0     |        |
| 1.ª                            | 2008-09       | 14            | 0     | 0     | —      | —                | —                | —                | —                     | —                     | 14                    | 0     | 0     |        |
| 1.ª                            | 2009-10       | 14            | 0     | 0     | —      | —                | —                | —                | —                     | —                     | 14                    | 0     | 0     |        |
| Total club                     | Total club    | 70            | 0     | 0     | 0      | 0                | 0                | 0                | 0                     | 0                     | 70                    | 0     | 0     |        |
| Fredrikstad F. K. · Noruega    |               |               |       |       |        |                  |                  |                  |                       |                       |                       |       |       |        |
| 2.ª                            | 2010          | 14            | 1     | 2     | —      | —                | —                | —                | —                     | —                     | 14                    | 1     | 2     |        |
| 1.ª                            | 2011          | 16            | 0     | 1     | 1      | 0                | 0                | —                | —                     | —                     | 17                    | 0     | 1     |        |
| Total club                     | Total club    | 30            | 1     | 3     | 1      | 0                | 0                | 0                | 0                     | 0                     | 31                    | 1     | 3     |        |
| F. C. Copenhague Dinamarca     |               |               |       |       |        |                  |                  |                  |                       |                       |                       |       |       |        |
| 1.ª                            | 2011-12       | —             | —     | —     | 1      | 0                | 0                | 1                | 0                     | 0                     | 2                     | 0     | 0     |        |
| Total club                     | Total club    | 0             | 0     | 0     | 1      | 0                | 0                | 1                | 0                     | 0                     | 2                     | 0     | 0     |        |
| Rosenborg Ballklub · Noruega   |               |               |       |       |        |                  |                  |                  |                       |                       |                       |       |       |        |
| 1.ª                            | 2012          | 10            | 0     | 1     | —      | —                | —                | 6                | 0                     | 0                     | 16                    | 0     | 1     |        |
| 1.ª                            | 2013          | 28            | 0     | 0     | 3      | 0                | 0                | 4                | 0                     | 0                     | 35                    | 0     | 0     |        |
| 1.ª                            | 2014          | 2             | 0     | 0     | —      | —                | —                | —                | —                     | —                     | 2                     | 0     | 0     |        |
| Total club                     | Total club    | 40            | 0     | 1     | 3      | 0                | 0                | 10               | 0                     | 0                     | 53                    | 0     | 1     |        |
| West Bromwich F. C. Inglaterra |               |               |       |       |        |                  |                  |                  |                       |                       |                       |       |       |        |
| 1.ª                            | 2014-15       | 10            | 0     | 1     | 4      | 0                | 0                | —                | —                     | —                     | 14                    | 0     | 1     |        |
| 1.ª                            | 2015-16       | 1             | 0     | 0     | 2      | 0                | 0                | —                | —                     | —                     | 3                     | 0     | 0     |        |
| Total club                     | Total club    | 11            | 0     | 1     | 6      | 0                | 0                | 0                | 0                     | 0                     | 17                    | 0     | 1     |        |
| Celtic F. C. Escocia           |               |               |       |       |        |                  |                  |                  |                       |                       |                       |       |       |        |
| 1.ª                            | 2016-17       | 17            | 0     | 1     | 2      | 0                | 0                | 2                | 0                     | 0                     | 21                    | 0     | 1     |        |
| 1.ª                            | 2017-18       | 2             | 0     | 0     | —      | —                | —                | 1                | 0                     | 0                     | 3                     | 0     | 0     |        |
| 1.ª                            | 2018-19       | 1             | 0     | 0     | 1      | 0                | 2                | 5                | 0                     | 0                     | 7                     | 0     | 2     |        |
| Total club                     | Total club    | 20            | 0     | 1     | 3      | 0                | 2                | 8                | 0                     | 0                     | 31                    | 0     | 3     |        |
| VfL Bochum · Alemania          |               |               |       |       |        |                  |                  |                  |                       |                       |                       |       |       |        |
| 2.ª                            | 2019-20       | 26            | 1     | 1     | —      | —                | —                | —                | —                     | —                     | 26                    | 1     | 1     |        |
| 2.ª                            | 2020-21       | 29            | 0     | 1     | 3      | 0                | 0                | —                | —                     | —                     | 32                    | 0     | 1     |        |
| 1.ª                            | 2021-22       | 23            | 1     | 0     | 4      | 0                | 0                | —                | —                     | —                     | 27                    | 1     | 0     |        |
| 1.ª                            | 2022-23       | 19            | 0     | 0     | 2      | 0                | 0                | —                | —                     | —                     | 21                    | 0     | 0     |        |
| 1.ª                            | 2023-24       | 22            | 0     | 1     | 1      | 0                | 0                | —                | —                     | —                     | 23                    | 0     | 1     |        |
| 1.ª                            | 2024-25       | 12            | 1     | 0     | —      | —                | —                | —                | —                     | —                     | 12                    | 1     | 0     |        |
| Total club                     | Total club    | 131           | 3     | 3     | 10     | 0                | 0                | 0                | 0                     | 0                     | 141                   | 3     | 3     |        |
| Total carrera                  | Total carrera | Total carrera | 302   | 4     | 9      | 24               | 0                | 2                | 19                    | 0                     | 0                     | 345   | 4     | 11     |
| 1. 2. Fuente:Transfermarkt     |               |               |       |       |        |                  |                  |                  |                       |                       |                       |       |       |        |

### Selección de Costa Rica
- Actualizado a fin de su carrera deportiva

| Selección                                            | Año | Eliminatorias | Eliminatorias | Eliminatorias | Continental | Continental | Continental | Mundial | Mundial | Mundial | Amistosos | Amistosos | Amistosos | Total | Total | Total  |
| Selección                                            | Año | Part.         | Goles         | Asist.        | Part.       | Goles       | Asist.      | Part.   | Goles   | Asist.  | Part.     | Goles     | Asist.    | Part. | Goles | Asist. |
| ---------------------------------------------------- | --- | ------------- | ------------- | ------------- | ----------- | ----------- | ----------- | ------- | ------- | ------- | --------- | --------- | --------- | ----- | ----- | ------ |
| Absoluta · Costa Rica                                |     |               |               |               |             |             |             |         |         |         |           |           |           |       |       |        |
| 2010                                                 | —   | —             | —             | —             | —           | —           | —           | —       | —       | 4       | 0         | 0         | 4         | 0     | 0     |        |
| 2011                                                 | —   | —             | —             | 4             | 0           | 0           | —           | —       | —       | —       | —         | —         | 4         | 0     | 0     |        |
| 2012                                                 | 2   | 1             | 1             | —             | —           | —           | —           | —       | —       | 1       | 0         | 0         | 3         | 1     | 1     |        |
| 2013                                                 | 10  | 0             | 1             | —             | —           | —           | —           | —       | —       | 2       | 0         | 0         | 12        | 0     | 1     |        |
| 2014                                                 | —   | —             | —             | —             | —           | —           | 5           | 0       | 1       | 5       | 0         | 0         | 10        | 0     | 1     |        |
| 2015                                                 | 2   | 1             | 0             | 3             | 0           | 0           | —           | —       | —       | 7       | 0         | 0         | 12        | 1     | 0     |        |
| 2016                                                 | 4   | 0             | 0             | 2             | 0           | 0           | —           | —       | —       | 1       | 1         | 0         | 7         | 1     | 0     |        |
| 2017                                                 | 7   | 0             | 0             | 2             | 0           | 0           | —           | —       | —       | 2       | 0         | 0         | 11        | 0     | 0     |        |
| 2018                                                 | —   | —             | —             | —             | —           | —           | 3           | 0       | 0       | 8       | 0         | 1         | 11        | 0     | 1     |        |
| 2019                                                 | —   | —             | —             | 3             | 0           | 0           | —           | —       | —       | 1       | 0         | 0         | 4         | 0     | 0     |        |
| 2020                                                 | —   | —             | —             | —             | —           | —           | —           | —       | —       | 1       | 0         | 0         | 1         | 0     | 0     |        |
| Total                                                | 25  | 2             | 2             | 14            | 0           | 0           | 8           | 0       | 1       | 32      | 1         | 1         | 79        | 3     | 4     |        |
| 1. 2. Fuente:Transfermarkt / National Football Teams |     |               |               |               |             |             |             |         |         |         |           |           |           |       |       |        |

#### Goles internacionales
| Núm. | Fecha                   | Lugar                                  | Rival     | Gol | Resultado | Competición                  |
| ---- | ----------------------- | -------------------------------------- | --------- | --- | --------- | ---------------------------- |
| 1    | 16 de octubre de 2012   | Estadio Nacional, San José, Costa Rica | Guyana    | 2-0 | 7-0       | Eliminatoria al Mundial 2014 |
| 2    | 13 de noviembre de 2015 | Estadio Nacional, San José, Costa Rica | Haití     | 1-0 | 1-0       | Eliminatoria al Mundial 2018 |
| 3    | 27 de mayo de 2016      | Estadio Nacional, San José, Costa Rica | Venezuela | 1-1 | 2-1       | Amistoso                     |

## Palmarés

### Títulos nacionales
| Título                         | Club              | País       | Año  |
| ------------------------------ | ----------------- | ---------- | ---- |
| Primera División de Costa Rica | Municipal Liberia | Costa Rica | 2009 |
| Copa de Dinamarca              | F. C. Copenhague  | Dinamarca  | 2012 |
| Copa de la Liga de Escocia     | Celtic F. C.      | Escocia    | 2016 |
| Scottish Premiership           | Celtic F. C.      | Escocia    | 2017 |
| Copa de Escocia                | Celtic F. C.      | Escocia    | 2017 |
| Copa de la Liga de Escocia     | Celtic F. C.      | Escocia    | 2017 |
| Scottish Premiership           | Celtic F. C.      | Escocia    | 2018 |
| Copa de Escocia                | Celtic F. C.      | Escocia    | 2018 |
| Copa de la Liga de Escocia     | Celtic F. C.      | Escocia    | 2018 |
| Scottish Premiership           | Celtic F. C.      | Escocia    | 2019 |
| Copa de Escocia                | Celtic F. C.      | Escocia    | 2019 |
| 2. Bundesliga                  | VfL Bochum        | Alemania   | 2021 |

### Títulos internacionales
| Título                           | Equipo            | País              | Año  |
| -------------------------------- | ----------------- | ----------------- | ---- |
| Campeonato Sub-20 de la Concacaf | Costa Rica Sub-20 | Trinidad y Tobago | 2009 |

### Distinciones individuales
| Distinción                                                        | Año  |
| ----------------------------------------------------------------- | ---- |
| Mejor gol del VfL Bochum de la Bundesliga en la temporada 2022-23 | 2022 |

## Condecoraciones
| Distinción                            | Año  |
| ------------------------------------- | ---- |
| Hijo predilecto del cantón de Liberia | 2014 |